# II wojna z Powatanami
II wojna z Powhatan – drugi konflikt pomiędzy Anglikami a federacją Indian Powhatan, zamieszkującą Wirginię, który miał miejsce w 1622.
Po śmierci wodza i założyciela federacji Powatana przywództwo nad plemionami z pogranicza Wirginii objął jego brat, Opchanacanough. Nowy wódz nie czuł się związany traktatem pokojowym zawartym w 1609 roku, tym bardziej, że jego gwarantka, bratanica Opechancanougha, Pocahontas, nie żyła już od pięciu lat. Indianie bez ostrzeżenia napadli jednocześnie na kilka ośrodków kolonistów. W czasie ataków doszczętnie zniszczono szereg osad i zabito 347 kolonistów, niemal jedną trzecią całej białej populacji Wirginii. Odpowiedzią Anglików była pacyfikacja indiańskich wiosek, które równano z ziemią, a mieszkańców mordowano.
Wzajemna agresja utrzymała się przez prawie dwa lata. Ostatecznie doszło do walnej rozprawy, kiedy to ośmiusetosobowy oddział indiański okrążył oddział żołnierzy angielskich przysłanych z Europy na pomoc kolonistom. W czasie dwudniowej bitwy atakujący Indianie stracili ponad połowę ludzi, podczas gdy Anglicy mieli zaledwie szesnastu rannych. Przegrana uświadomiła Indianom przewagę techniczną białych i zmusiła ich do zawarcia pokoju, który utrzymał się przez 22 lata.